# Adrien Pellegrin
Adrien Pellegrin (?, 1881 – ?, 27 januari 1947) was een Frans componist en muziekuitgever.
Pellegrin werd na zijn muziekstudies componist in Marseille. Hij schreef werken voor harmonieorkest en verschillende andere lichte muziek. Verder had hij in Marseille een muziekuitgeverij opgericht.

## Composities

### Werken voor harmonieorkest
- La Fée de la Prairie, ouverture
- Le Blanc Rocher, ouverture
- Rêverie sous l'Yeuse, impressions mélodiques
- Souvenir de Grand Cèdre, ouverture

### Vocale muziek
- Moi! Je Vais Au Cinéma, voor zangstem en ensemble - tekst: Jean Manse
- Capitaine au cabotage

### Kamermuziek
- La junquera, paso-doble voor accordeon en piano

### Werken voor accordeon
- Charanga para ti